# Carmen Viqueira Landa
Carmen Viqueira Landa (Badajoz, 20 de agosto de 1923-Ciudad de México, 21 de julio de 2010) fue una psicóloga y antropóloga social hispano-mexicana. Nacida en España, se exilió en México al final de la guerra civil española, desarrollando en este país una dilatada carrera como antropóloga.

## Vida personal
Nacida en Badajoz el 20 de agosto de 1923, Viqueira cursó estudios básicos en la Institución Libre de Enseñanza en Madrid, una escuela plurilingüe en la cual su madre, Jacinta Landa Vaz, era directora. A los 16 años salió rumbo a México como exiliada de la guerra civil española, tras pasar unos meses en París y Londres. Ya en México estudió en la Escuela Nacional Preparatoria, obtuvo los títulos de maestra en psicología por la Universidad Nacional Autónoma de México y doctora en Antropología Social por la Universidad Iberoamericana (1974).

## Trayectoria

### Carrera profesional
Fue profesora e investigadora en la Universidad Iberoamericana desde 1969 hasta 2009. En 1999 recibió la Medalla de Oro José Sánchez Villaseñor reconocimiento al mérito universitario. En 1978-1982 fue directora del Departamento de Antropología Social. Fortaleció el programa de posgrado en Antropología social ubicado dentro del Departamento de Ciencias políticas y sociales. Fue coordinadora del Programa Interdisciplinario de Investigación en Análisis Regional de 1989 a 1997. Formó antropólogas y antropólogos nacionales y extranjeros (más de 50) en la Universidad Iberoamericana, exigiendo siempre la generación de datos recopilados en campo y un análisis riguroso de los mismos.

### Aportaciones principales
Algunas de sus aportaciones académicas son el desarrollo de la etnopsicología al aplicar el test de Rorschach a población indígena para mostrar los factores culturales de la percepción; el desarrollo de la antropología industrial, destacando su relación con trabajadores campesinos y el estudio de regiones para las ciencias sociales. Carmen solía decir que, si ella entró a la antropología, fue porque los psicólogos nunca reconocieron sus aportaciones y críticas. A ella se debe la traducción al español de textos de antropólogos que trabajaron y publicaron sobre México y la compra de la estación de campo “José de Acosta” en Tepetlaostoc, Estado de México.